# Jafet Soto
Jafet Adrián Soto Molina (San José, 1 de abril de 1976) es un exfutbolista, entrenador y dirigente costarricense. Actualmente, es el presidente, del C. S. Herediano, equipo con el que logró el campeonato del Apertura 2024 y Clausura 2025 mientras desempeñaba estos tres roles de manera simultánea, marcando un hito único en la historia del fútbol.

## Trayectoria como jugador
Jafet Soto comenzó su carrera deportiva con el Club Sport Herediano, haciendo su debut en la Primera División de Costa Rica el 18 de diciembre de 1993, en un encuentro ante la Asociación Deportiva San Carlos. Su primera anotación la conseguiría el 16 de febrero de 1994, en un encuentro ante la Asociación Deportiva San Carlos. En 1995 se vincularía a la Primera División de México para formar parte del Monarcas Morelia. En este primer paso por el fútbol mexicano militaria con el Club Atlas de Guadalajara en 1998, Club de Fútbol Pachuca entre 1998 y 1999, Puebla Fútbol Club entre 1999 y 2000, Club Deportivo Estudiantes Tecos entre 2000 y 2001, y de nuevo con el Monarcas Morelia en 2001. Tuvo un intermitente paso entre el Club Sport Herediano y el Puebla Fútbol Club entre el 2001 y 2006. En el 2006 pasaría a formar parte del Real Salt Lake de la Major League Soccer por un periodo de 6 meses, para luego tener su regreso definitivo al Club Sport Herediano ese mismo año, hasta su retiro, el 17 de enero de 2009, en un encuentro ante Brujas Fútbol Club. Disputó un total de 265 partidos en Costa Rica⁣⁣, anotando en 22 ocasiones; en México⁣⁣ jugó un total de 288 encuentros y anotó 66 goles.

## Trayectoria como entrenador
Como ⁣⁣entrenador⁣⁣, inició siendo el asistente técnico de Ricardo La Volpe en la Selección de fútbol de Costa Rica, para posteriormente tomar la dirección técnica del Club Sport Herediano en el 2011, equipo con el que logra el subcampeonato en el Invierno 2011. En el 2012 pasó a dirigir al Municipal Pérez Zeledón por un periodo corto, ya que ese mismo año tomaría el mando de la Selección Sub-20 de Costa Rica hasta el 2013. En el 2014 volvería a tomar la dirección técnica del Club Sport Herediano por un periodo corto en el que obtendría el subcampeonato del Invierno 2014, para luego volver a sus cargos gerenciales en esta institución. En el 2018 vuelve a tomar las riendas del Club Sport Herediano, donde llega a obtener el subcampeonato de clausura en mayo, y para el torneo siguiente, en diciembre, logra coronarse campeón de apertura de la primera división del fútbol de Costa Rica, además en ese semestre logra conseguir con el campeonato de la Liga CONCACAF 2018.
A nivel de dirigencia ha estado al mando de la gerencia deportiva del Club Sport Herediano entre 2009-2011; y de nuevo desde el 2013-2023.

### Logro único
En el año 2024, Jafet Soto logró un hecho sin precedentes en la historia del fútbol costarricense y mundial al coronarse campeón del  Apertura 2024 con el Club Sport Herediano, desempeñándose simultáneamente como entrenador, gerente deportivo y presidente del club. Este logro destacó su liderazgo y versatilidad en el ámbito deportivo, consolidándolo como una figura única en la historia del fútbol profesional costarricense. Esta hazaña se repitió en el siguiente torneo de Clausura 2025, donde alcanzó el bicampeonato con el Club Sport Herediano, algo que no sucedía desde hace 46 años (1979) 

## Selección nacional
A niveles de selecciones nacionales participó en la Copa Mundial de Fútbol Juvenil de 1995, logrando una anotación en 3 encuentros disputados. Con la selección mayor debutó en un encuentro amistoso ante la Selección de fútbol de Noruega el 19 de enero de 1994. Disputó los Juegos Panamericanos de 1995, así como la Copa Uncaf 1999, Copa Uncaf 2001, Copa América 1997, Copa América 2001, Copa de Oro de la Concacaf 2000 y Copa de Oro de la Concacaf 2005. También participó en las eliminatorias de la Copa Mundial de Fútbol de 1998 y de la Copa Mundial de Fútbol de 2002. Registra 60 presencias internacionales de clase A, contabilizando 10 anotaciones.

### Participaciones en Copas del Mundo
| Mundial                     | Sede  | Resultado      |
| --------------------------- | ----- | -------------- |
| Copa Mundial Sub-20 de 1995 | Catar | Fase de grupos |

## Clubes

### Como jugador
| Club                      | País           | Año       |
| ------------------------- | -------------- | --------- |
| C. S. Herediano           | Costa Rica     | 1994-1995 |
| Monarcas Morelia          | México         | 1995-1997 |
| Club Atlas de Guadalajara | México         | 1998      |
| C. F. Pachuca             | México         | 1998-1999 |
| Puebla F. C.              | México         | 1999-2000 |
| C. D. Estudiantes Tecos   | México         | 2000-2001 |
| Monarcas Morelia          | México         | 2001      |
| C. S. Herediano           | Costa Rica     | 2002      |
| Puebla F. C.              | México         | 2002      |
| C. S. Herediano           | Costa Rica     | 2003      |
| Puebla F. C.              | México         | 2003      |
| C. S. Herediano           | Costa Rica     | 2004-2006 |
| Real Salt Lake            | Estados Unidos | 2006      |
| C. S. Herediano           | Costa Rica     | 2006-2009 |

### Como técnico
| Club                           | País       | Año       |
| ------------------------------ | ---------- | --------- |
| C. S. Herediano                | Costa Rica | 2011-2012 |
| Municipal Pérez Zeledón        | Costa Rica | 2012      |
| Selección sub-20 de Costa Rica | Costa Rica | 2012-2014 |
| C. S. Herediano                | Costa Rica | 2014      |
| C. S. Herediano                | Costa Rica | 2018      |
| C. S. Herediano                | Costa Rica | 2019      |
| C. S. Herediano                | Costa Rica | 2020      |
| C. S. Herediano                | Costa Rica | 2022      |
| C. S. Herediano                | Costa Rica | 2023      |

## Palmarés

### Como jugador

#### Títulos internacionales
| Título               | Equipo                  | Sede       | Año  |
| -------------------- | ----------------------- | ---------- | ---- |
| Copa Centroamericana | Selección de Costa Rica | Costa Rica | 1999 |
| Copa Centroamericana | Selección de Costa Rica | Guatemala  | 2005 |

### Como entrenador

#### Títulos nacionales
| Título                         | Club            | País       | Año  |
| ------------------------------ | --------------- | ---------- | ---- |
| Primera División de Costa Rica | C. S. Herediano | Costa Rica | 2018 |
| Primera División de Costa Rica | C. S. Herediano | Costa Rica | 2024 |
| Primera División de Costa Rica | C. S. Herediano | Costa Rica | 2025 |

#### Títulos internacionales
| Título        | Club            | Sede        | Año  |
| ------------- | --------------- | ----------- | ---- |
| Liga Concacaf | C. S. Herediano | Tegucigalpa | 2018 |